# Iszaptúróbéka-félék
Az iszaptúróbéka-félék (Pelodytidae) a kétéltűek (Amphibia) osztályába és  a békák (Anura) rendjébe tartozó  család.

## Előfordulásuk
Európa délnyugati részén és a Kaukázusban élnek az ide tartozó fajok.

## Rendszerezés
A családba az alábbi 1 nem és 5 faj tartozik: 
- Pelodytes (Bonaparte, 1838)
  - Pelodytes atlanticus Díaz-Rodríguez, Gehara, Márquez, Vences, Gonçalves, Sequeira, Martínez-Solano, and Tejedo, 2017
  - kaukázusi iszaptúróbéka (Pelodytes caucasicus) Boulenger, 1896
  - Pelodytes hespericus Díaz-Rodríguez, Gehara, Márquez, Vences, Gonçalves, Sequeira, Martínez-Solano, and Tejedo, 2017
  - ibériai iszaptúróbéka (Pelodytes ibericus) Sánchez-Herraíz, Barbadillo-Escrivá, Machordom, and Sanchíz, 2000
  - bibircsókos iszaptúróbéka (Pelodytes punctatus)  (Daudin, 1802)